# قائمة سفراء المملكة المتحدة إلى مصر
فيما يلي قائمة بأسماء رؤساء البعثات الدبلوماسية البريطانية إلى مصر.

## رؤساء البعثات

### القنصل العام
- 1786 ـ 1796: جورج بالدوين[1] (ألغي المنصب عام 1793، ولكن الخطاب المحتوي على ذلك لم يصل إلى بالدوين إلا في عام 1796)
- 1803 ـ 1804: تشارلز لوك (عُين قنصلًا عامًا، غير أنه توفي في الطريق إلى مصر)
- 1804 ـ 1815: إدوارد ميسيت (وكيل، ثم قنصل عام لبريطانيا في مصر)[2]
- 1815 ـ 1827: هنري سولت
- 1827 ـ 1833: جون باركر
- 1833 ـ 1839: باتريك كامبل
- 1839 ـ 1841: السير جورج لويد هودجز
- 1841 ـ 1846: تشارلز جون بارنيت
- 1846 ـ 1853: تشارلز أوغسطس موراي
- 1853 ـ 1858: فريدريك رايت-بروس
- 1858 ـ 1865: روبرت كولكوهون
- 1865 ـ 1876: إدوارد ستانتون
- 1876 ـ 1879: هوسي فيفيان
- 10 أكتوبر 1879 ـ 11 سبتمبر 1883: إدوارد ماليت[3]
- 1883 ـ 1907: السير إيفيلين بارينغ (لورد كرومر)
- 1907 ـ 1911: السير إلدون غورست (بدرجة وزير مفوض)
- 1911 ـ 1914: هربرت كتشنر (بدرجة وزير مفوض)

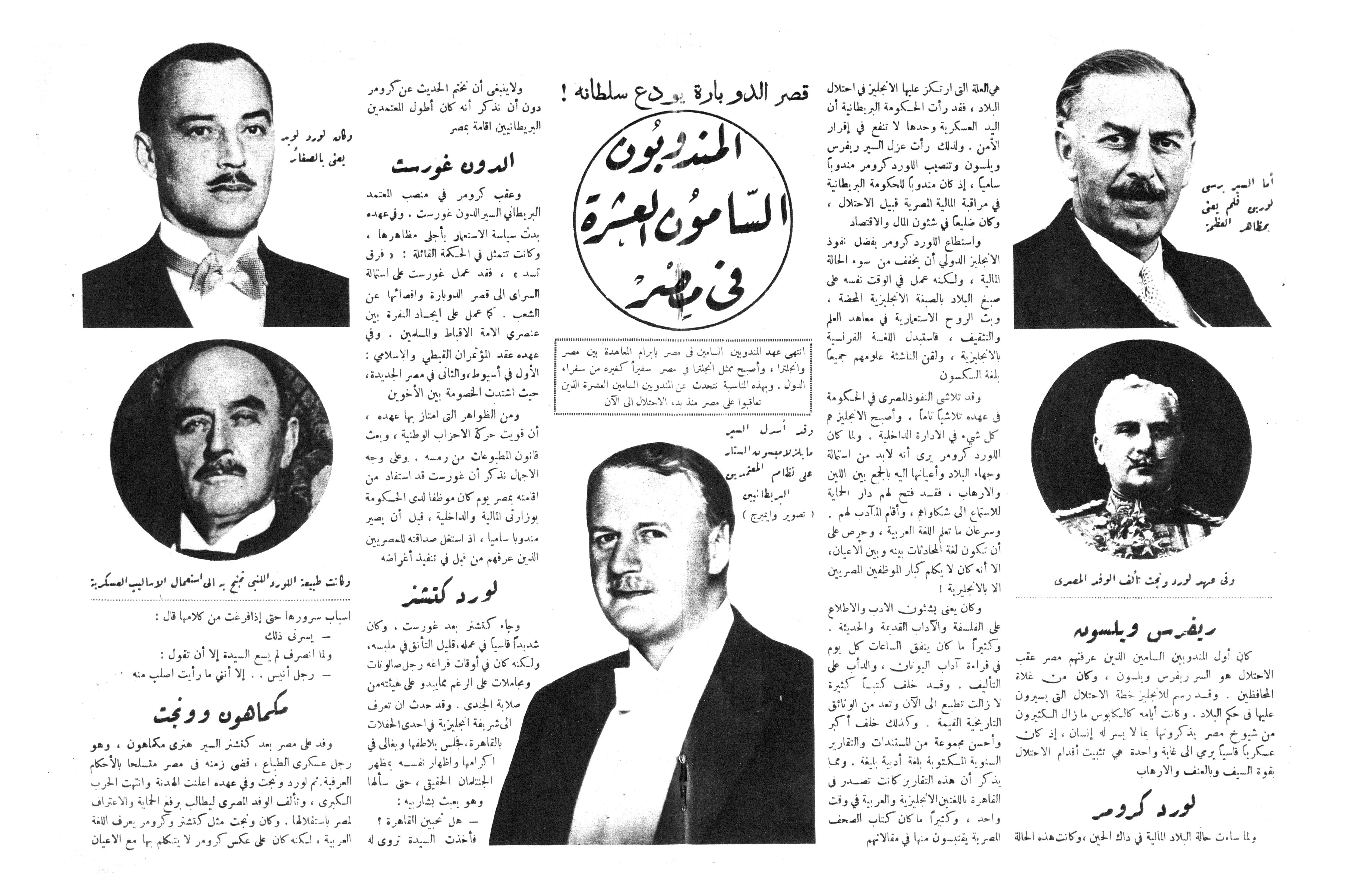
المندبون السامون العشرة.

### المندوب السامي
- 1914 ـ 1915: السير ميلن تشيتهام (قائم بالأعمال)
- 1915 ـ 1917: السير هنري مكماهون
- 1917 ـ 1919: السير ريجنالد ونغيت
- 1919 ـ 1925: إدموند ألنبي
- 1925 ـ 1929: جورج لويد (البارون لويد الأول)
- 1929 ـ 1933: السير بيرسي لورين
- 1934 ـ 1936: السير مايلز لامبسون

### سفير المملكة المتحدة
- 1936 ـ 1946: مايلز لامبسون
- 1946 ـ 1950: السير رونالد كامبل
- 1950 ـ 1955: السير رالف ستيفنسون
- 1955 ـ 1956: السير همفري تريفيليان
- 1956 ـ 1959: قطع العلاقات بسبب العدوان الثلاثي.
- 1959 ـ 1961: السير كولين كراو (قائم بالأعمال)
- 1961 ـ 1964: السير هارولد بيلي
- 1964 ـ 1965: السير جورج ميدلتون
- 1965 ـ 1967: قطع العلاقات بسبب الخلاف حول قضية روديسيا
- 1967 ـ 1969: السير هارولد بيلي
- 1969 ـ 1972: السير ريتشارد بومونت
- 1972 ـ 1975: السير فيليب آدامز
- 1975 ـ 1979: السير ويلي موريس
- 1979 ـ 1985: السير مايكل وير
- 1985 ـ 1987: السير ألان أورويك
- 1987 ـ 1992: السير جيمس آدامز
- 1992 ـ 1995: كريستوفر لونغ
- 1995 ـ 1999: السير ديفيد بلاذرويك
- 1999 ـ 2001: السير غراهام بويس
- 2001 ـ 2003: السير جون سورز
- 2003 ـ 2007: السير ديريك بلاملي
- 2007 ـ 2011: السير دومينيك أسكويث
- 2011 ـ 2014: جيمس واط
- 2014-2018: جون كاسون
- 2018- 2021: السير جيوفري آدامز